# Рейни-Лейк
Рейни-Лейк (англ. Rainy Lake, буквально — «дождевое озеро») — озеро в Северной Америке.

## География
Расположено между Лесным озером и Великими озёрами на границе канадской провинции Онтарио и американского штата Миннесота. Одно из крупных озёр Канады — общая площадь равна 932 км², на территории Канады находится большая часть озера площадью 741 км² (площадь водной поверхности — 692 км²). Является остатком огромного ледникового озера Агассис. Высота над уровнем моря 338 метров, колебания уровня озера до 0,14 метра. Ледостав с ноября по май.
Сток из озера по одноимённой реке в Лесное озеро. На берегах реки находятся города Интернешнл Фоллс (США) и Форт-Франсес (Канада).

## Природа
Озеро богато рыбой, водится судак, северная щука, большеротый и малоротый окунь. На озере проводится ежегодный Канадский чемпионат по ловле окуня. Национальный парк «Вояжёр» находится близ юго-восточной оконечности озера.